# Compagnia di San Filippo Benizi

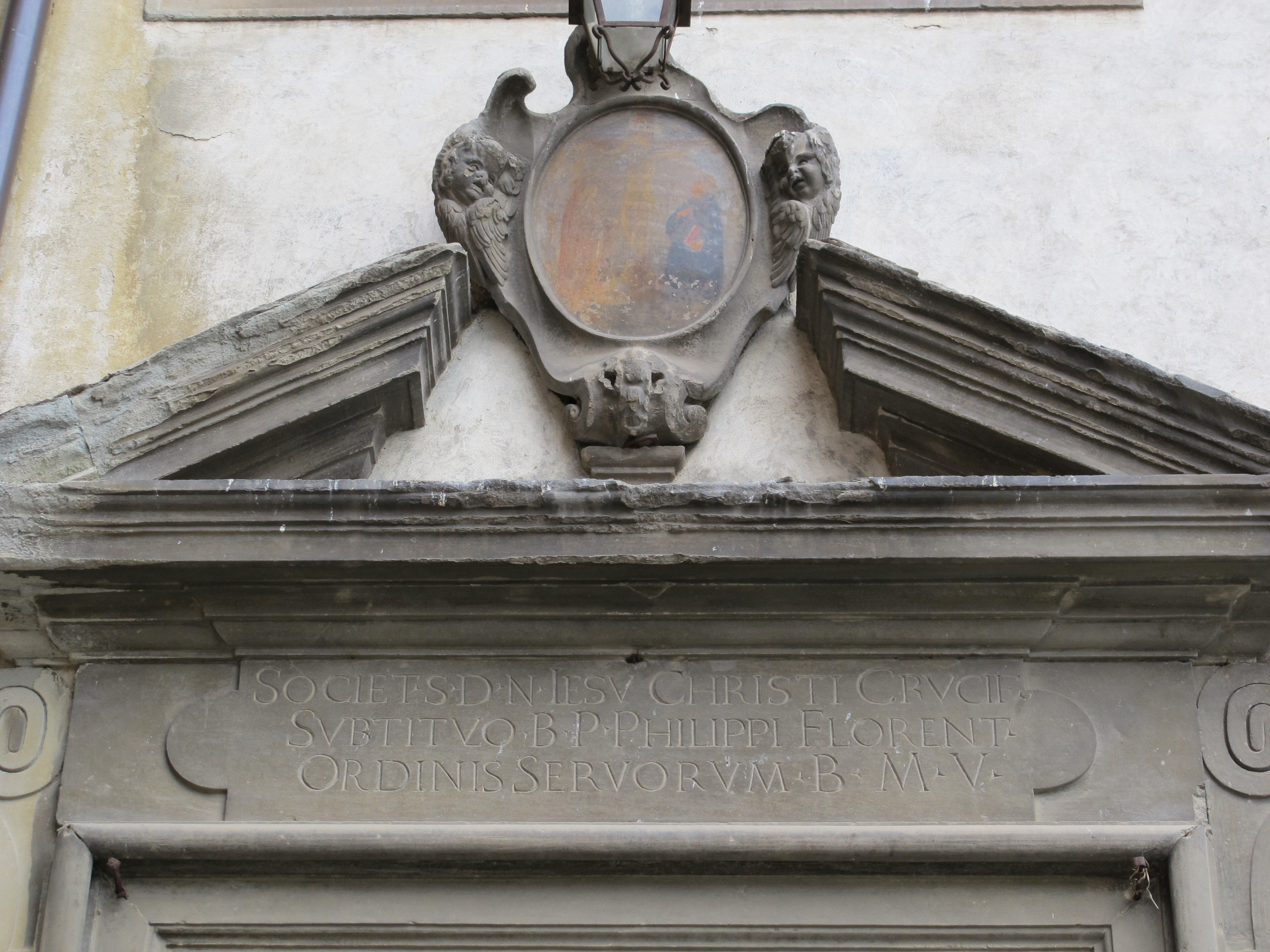
Ingresso dell'oratorio di San Francesco Poverino con iscrizione che ricorda la Compagnia di San Filippo Benizi

La Compagnia di San Filippo Benizi è stata un'antica confraternita di Firenze.

## Storia
La Compagnia venne fondata nel 1587 da sette pii uomini, che vennero autorizzati a riunirsi nella cappella già Macinghi nella Santissima Annunziata. L'anno successivo i confratelli si recarono in pellegrinaggio al santuario della Santa Casa di Loreto, tornando con un crocifisso considerato miracoloso e che venne collocato nella loro cappella. Nel 1591 la Compagnia si trasferì in Santa Maria Nuova, finché nel 1599 ottenne alcune case accanto al loggiato dei Serviti, dove ricavarono un proprio oratorio, inglobato poi nl 1720 nel loggiato stesso. Si tratta dell'oratorio poi detto di San Francesco Poverino, in cui si riunisce l'omonima confraternita tuttora esistente. 
Nel 1645 la Compagnia aveva raggiunto un tale numero di iscritti da dividersi in due parti dotete di una certa autonomia: la Compagnia "generale" e la "congregazione dei Cento", fatta di cento membri scelti.
Nel 1714 nacque una seconda Compagnia di San Filippo Benizzi nei chiostri di Santa Croce, differenziandosi per l'abito bianco dei membri anziché nero.
Il "censimento" delle confraternite del 1783 ricorda come all'epoca la Compagnia di San Filippo Benizi "nero" avesse ben 280 membri, ognuno dei quali pagava due lire annue di iscrizione.
Come moltissime altre confraternite toscane, fu soppressa da Pietro Leopoldo il 21 marzo del 1785 e mai più ripristinata. Dal 1790 il loro oratorio fu dato alla Compagnia di San Girolamo e San Francesco Poverino, ancora oggi esistente, nata dalla fusione della Compagnia di San Francesco Poverino e della buca di San Girolamo. 

## Pratiche religiose
Le riunioni si svolgevano ogni venerdì, ogni domenica e per le feste comandate, con pratiche devozionali includevano l'autoflagellazione con la disciplina. Una volta al mese veniva fatta una processione con le reliquie di san Filippo Benizi, che valeva ai partecipanti l'indulgenza plenaria, ottenuta dal 1612 affiliandosi all'arciconfraternita romana del Santissimo Crocifisso. Ogni Pentecoste veniva fatto un pellegrinaggio al santuario di Monte Senario. Il 23 agosto veniva celebrato mil santo titolare, con grandi festeggiamenti che raggiunsero il culmine nel 1671, anno della sua cononizzazione.
Oltre alla preghiera, alla muta assistenza e alla cura medica dei confratelli, i membri della Compagnia, per quanto di condizione media o modesta, dovevano anche occuparsi di discussioni politiche, tanto che era vietata l'iscrizione a chi lavorava per il Governo, quali "birri", famigli degli Otto, "toccatori" (riscossori di debiti per conto dell'arte della Mercanzia), "spie", "stradieri" (doganieri), "messi" (araldi), grascini (impiegati al controllo di prezzi di generi alimentari, pesi e misure per la Grascia), becchini, tavolaccini (custodi delle porte urbiche), mazzieri, trombetti e tamburini.

## Stemma e simboli
Lo stemma della confraternita è d'azzurro, al roseto al naturale fiorito di cinque rose di rosso. Dal 1612 assunse anche lo stemma con la Crocifissione.
I membri indossavano una veste nera, dello stesso colore di quella dei frati Serviti. 